# Gakutlo
Gakutlo is een dorp in het district Kweneng in Botswana. De plaats telt 1350 inwoners (2011).